# Lifebelt

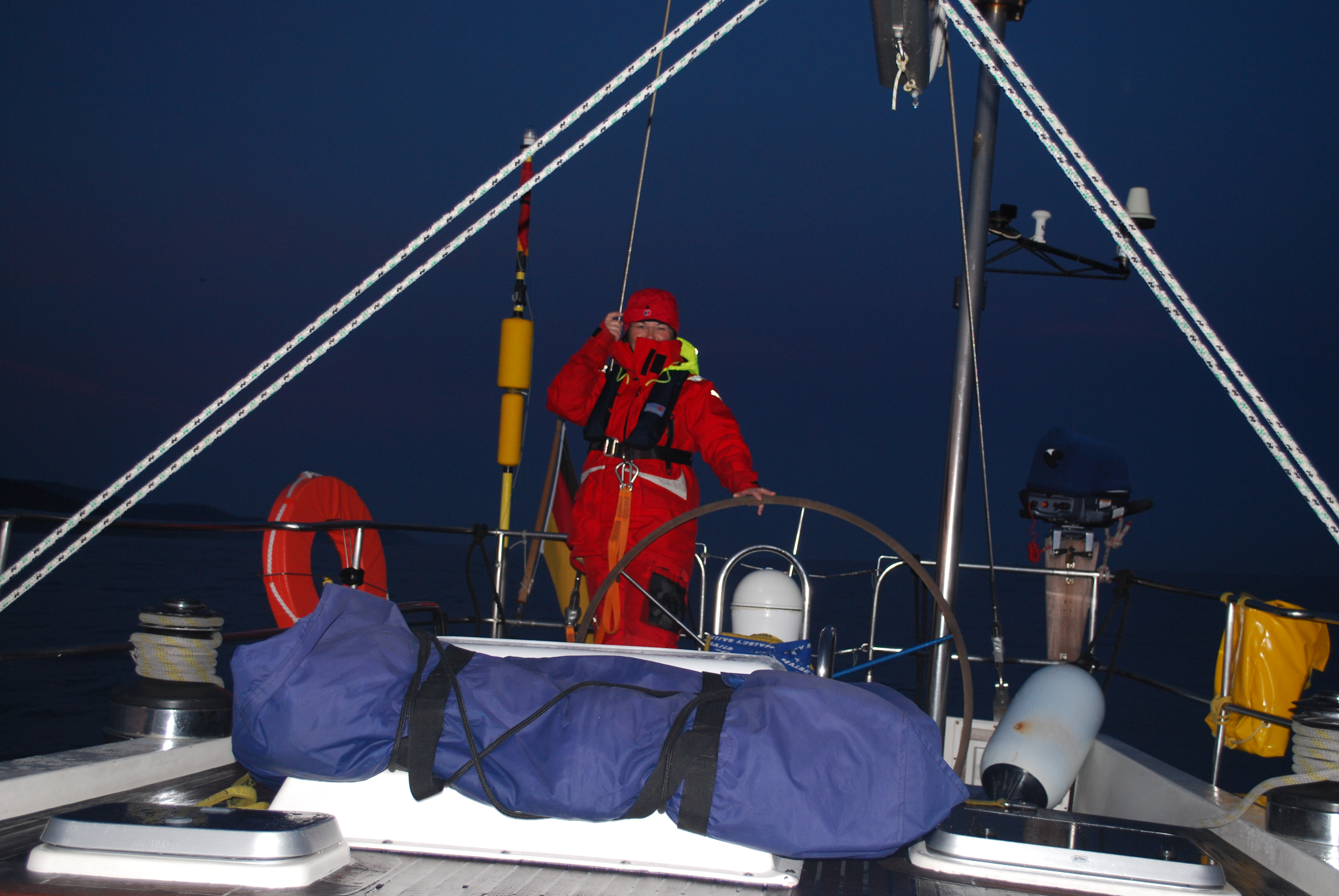
Vorbildlich ausgerüstete Seglerin mit in die Rettungsweste integriertem Lifebelt und Sorgleine (orange), die am Boot angeschlagen ist.

Der Lifebelt (engl. life-saving belt „lebensrettender Gurt“) ist ein Gurtgeschirr für die Sicherung von Seeleuten an Bord eines Wasserfahrzeuges. Er verhindert das Über-Bord-Fallen. Synonym wird auch das englische Wort Harness gebraucht, das ursprünglich für Zaumzeug steht. Zum Gurtgeschirr gehört die Sorgleine oder auch Lifeline.

## Gurtgeschirr

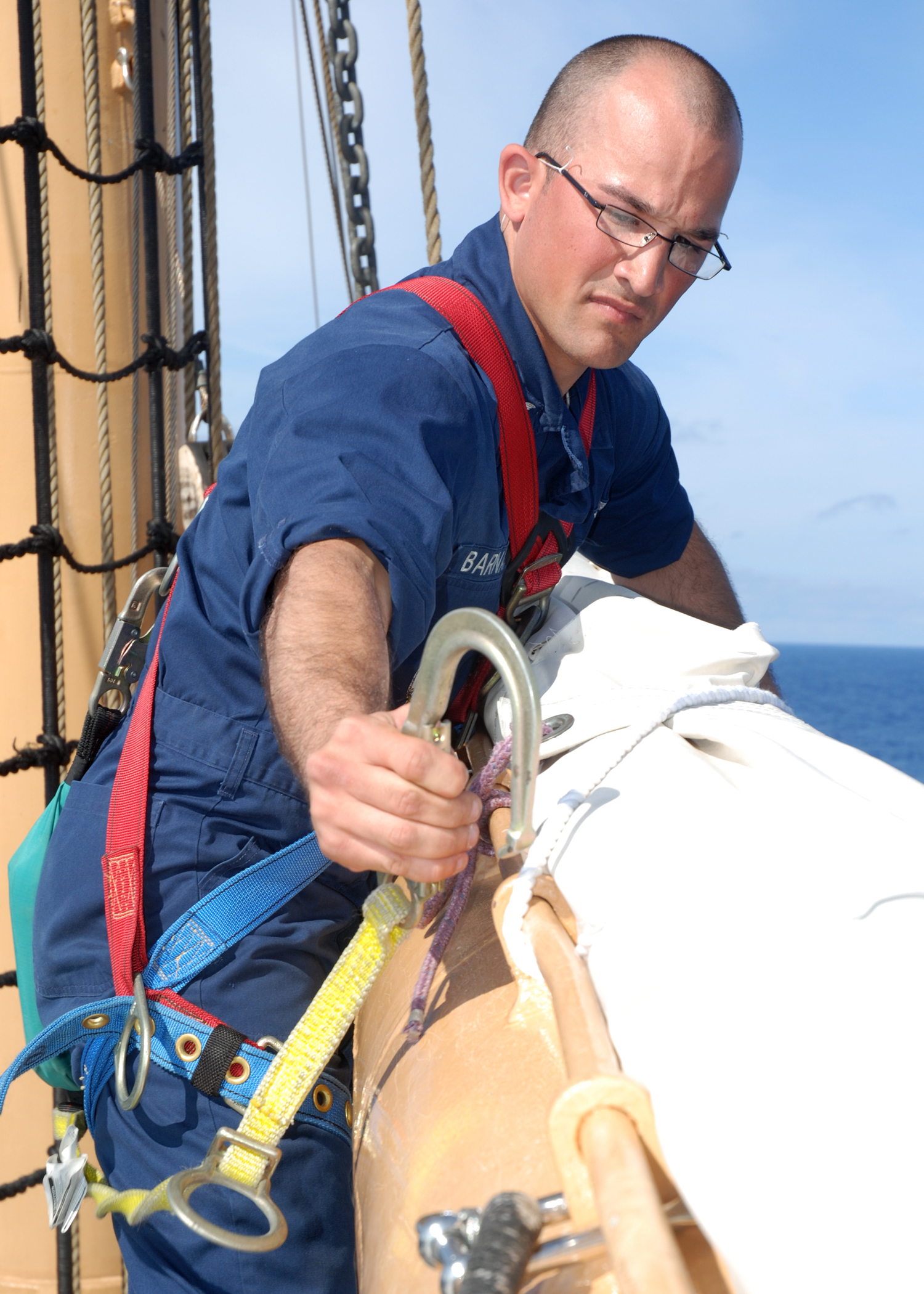
Ein Seemann sichert sich in der Takelage eines Segelschiffes

Das Geschirr besteht aus Gurten, die unter den Achseln und gegebenenfalls unter dem Schritt durchgeführt und am Körper befestigt werden. Am Gurtgeschirr befindet sich ein D-Ring, daran wird ein Haken der Sorgleine befestigt, das andere Ende wird an Schiffsteilen eingehakt. Durch dieses Einpicken soll verhindert werden, dass eine Person über Bord fällt, bei Schwerwetter über Bord gespült wird oder beim Klettern in der Takelage abstürzt. Für die Verwendung in der Freizeitschifffahrt ausgelegte Geschirre enthalten – im Gegensatz beispielsweise zu einem Klettergurt – nur einen vergleichsweise dünnen Gurt zwischen den Beinen. Dieser soll lediglich verhindern, dass das Geschirr oder die Weste über den Kopf rutscht, wenn der Träger ins Wasser fällt. Sitzgurte werden nur bei Arbeiten in der Takelage benötigt. Letzteres ist bei den heute üblichen schratgetakelten Segelschiffen nur selten notwendig und erfolgt normalerweise durch Hochziehen mit einem Bootsmannstuhl, nicht durch klassisches Aufentern (hochklettern).

## Sorgleine

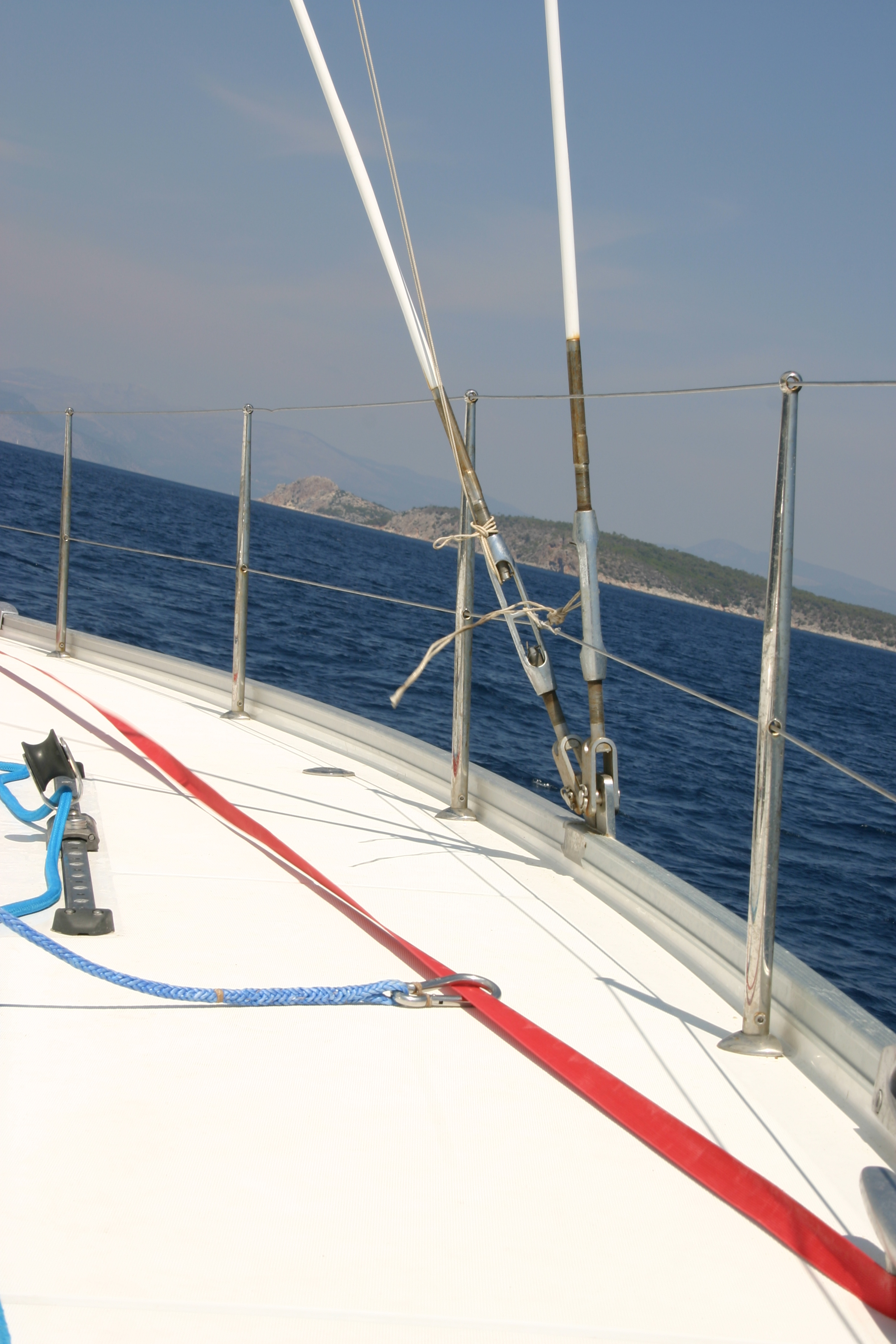
Sorgleine (blau) am Strecktau (rot) eingehängt

Die Sorgleine (Lifeline), ursprünglich ein kurzer Tampen (kurzes Seil), besteht heute meist aus einem Gurt aus Nylon oder einem ähnlichen Material mit zwei oder drei Karabinerhaken. Modelle mit drei Haken – einen am Anfang, einen in der Mitte und einen am Ende – erlauben das Wechseln des Einpickpunktes, ohne je die Sicherung komplett lösen zu müssen. Die Gesamtlänge der Sorgleine inklusive Haken darf 2 m nicht überschreiten.

## Anwendung
Lifebelts werden insbesondere bei schwerer See sowie bei alleinigem Aufenthalt an Bord oder bei Arbeiten in der Takelage angelegt. Es gelten die gleichen Empfehlungen wie für das Tragen der Rettungswesten.
Damit ein Lifebelt richtig funktioniert, muss er in der Größe richtig eingestellt sein. Der Schrittgurt zwischen den Beinen ist festzuziehen, um ein Herausrutschen zu verhindern. Die Sorgleine muss jederzeit an einer sicheren und festen Stelle an Bord eingehakt sein. Als sicher gelten speziell dafür vorgesehene Ösen, meist neben dem Niedergang und am Mast, an den Haltegriffen an der Steuersäule und auf Deck, oder an speziell dafür an Deck gespannten Strecktauen. Wanten und Stage halten der Belastung durch eine Person ebenfalls stand. Damit immer ein Karabiner sicher eingehakt ist, bestehen bessere Modelle der Sorgleinen aus zwei Gurten mit je einem Karabiner. Ungeeignet als Befestigungspunkt sind die Relingsdrähte, da man beim Über-Bord-Fallen zwar mit dem Schiff verbunden bleibt, aber möglicherweise hart gegen den Bug schlägt und im Wasser nachgezogen wird. Ebenfalls ungeeignet sind sämtliche Teile, die bewegt werden, also Fallen, Schoten oder gar das Steuerrad.

## Rettungsweste mit Lifebelt

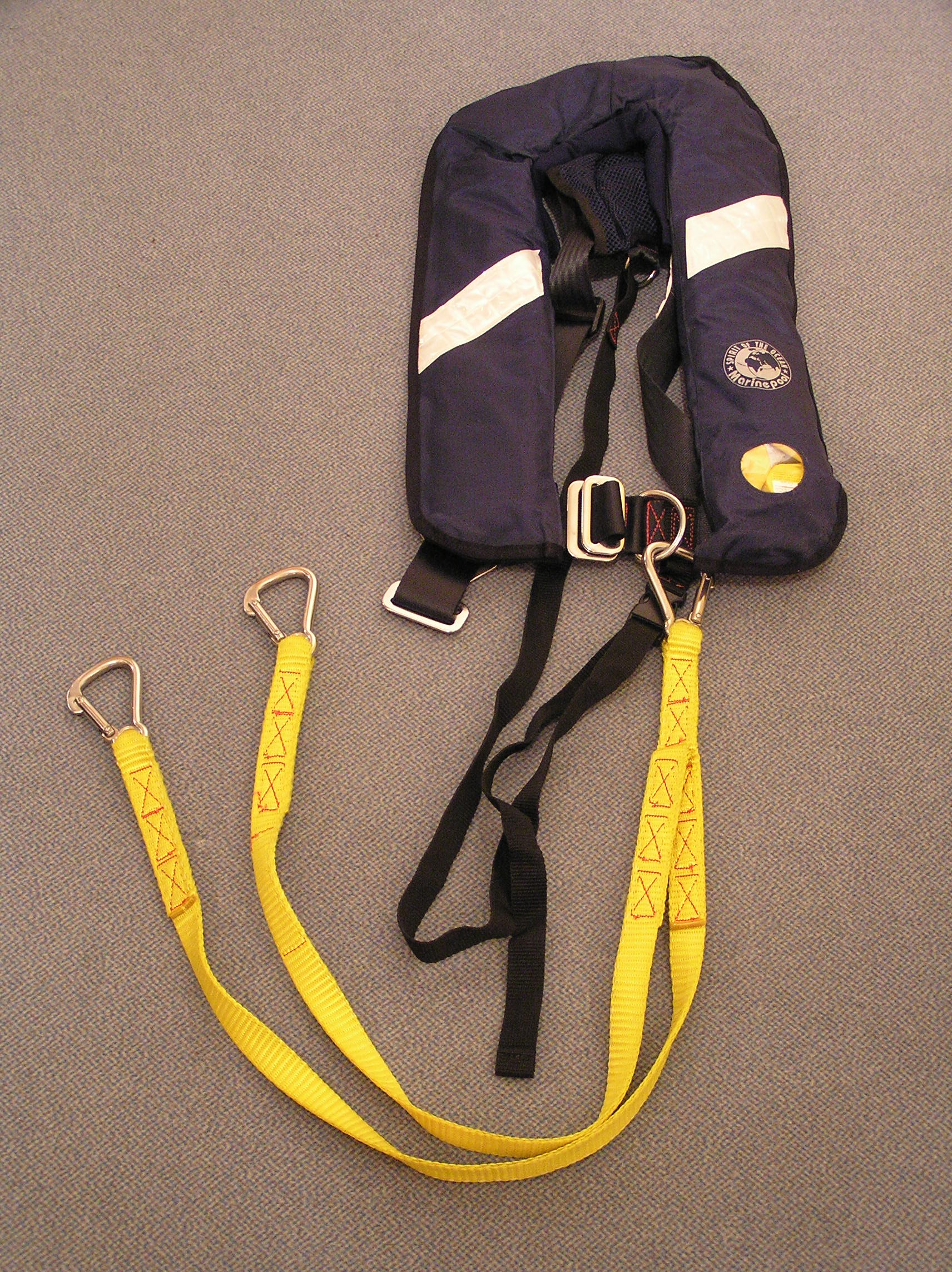
Lifebelt kombiniert mit einer automatischen Rettungsweste (blau), Schrittgurt (schwarz) und Sorgleine (gelb).

Heute werden viele Rettungswesten – besonders automatische – mit integriertem Lifebelt ausgerüstet. Manchmal ist dies zu einem geringen Aufpreis erhältlich. Da bei schwerem Wetter ohnehin beides getragen werden soll, ist diese Kombination nützlich und bequemer zu tragen als zwei unabhängige Ausrüstungen. Nicht geeignet ist diese Kombination zur Verwendung als Trapez beim Jollensegeln.

## Normen
Lifebelts und Sorgleinen müssen die Norm DIN EN 1095 erfüllen. Diese wurde inzwischen durch EN ISO 12401 ersetzt, die Produkte sind jedoch häufig noch mit der älteren Norm bezeichnet. Die Normen sind inhaltlich praktisch identisch. Bei der Überarbeitung wurde insbesondere Wert auf die Notwendigkeit gelegt, den Tragkomfort der Sicherheitsgeschirre zu betonen. Dadurch sollen die Wassersportler dazu bewogen werden, die Sicherheitsausrüstung immer zu tragen. Der Standard ist nicht anwendbar für Trapezgeschirre bei Jollen oder Windsurfbrettern, für Sicherheitsgurte in schnellen Motorbooten und für Ausrüstungen, die vor dem Sturz aus großer Höhe schützen. Von letzteren unterscheiden sich klassische Lifebelts vorwiegend durch das Fehlen von Sitzgurten und Falldämpfern.
Die Ausrüstungsteile müssen mehrere Tests bestehen, um der Norm zu entsprechen. Zugelassene Gurte müssen mit farblich auffällig andersfarbigen Nähten versehen sein, damit schadhafte Nahtstellen sofort erkennbar sind. Geschirre für Erwachsene (> 50 kg Körpergewicht) werden in einem Verfahren ähnlich dem Normsturz für Kletterseile getestet. Ein Dummy von 100 kg wird 2 m fallen gelassen, ohne dass der Gurt Beschädigungen aufweisen darf oder am Dummy verrutscht. Auch der Tragekomfort muss von unabhängigen Testpersonen beurteilt werden. Gurte, die etwa die Atmung behindern oder scharfe Kanten aufweisen, fallen durch.